# Savonnières-devant-Bar
Savonnières-devant-Bar är en kommun i departementet Meuse i regionen Grand Est (tidigare regionen Lorraine) i nordöstra Frankrike. Kommunen ligger i kantonen Bar-le-Duc-Sud som tillhör arrondissementet Bar-le-Duc. År 2022 hade Savonnières-devant-Bar 451 invånare.

## Befolkningsutveckling
Antalet invånare i kommunen Savonnières-devant-Bar
| Referens: INSEE |